# John Smith (chefe indígena Chippewa)
Chefe John Smith (c. 1822 e 1826 - 6 de fevereiro de 1922), também conhecido como Gaa-binagwiiyaas ("que a carne descasca") - registrado como Kahbe nagwi wens, Ka-be -na-gwe-wes, Ka-be-nah-gwey-wence, Kay-bah-nung-we-way ou Ga-Be-Nah-Gewn-Wonce - traduzido para o inglês como "Sloughing Flesh", "Wrinkle Meat", ou Velho "Carne Enrugada", era um índio Ojibwe (Chippewa) que vivia na área do Lago Cass, Minnesota. Em 1920, dois anos antes de sua morte, ele apareceu como protagonista de uma mostra de cinema que percorreu os Estados Unidos, apresentando velhos índios.

## Biografia

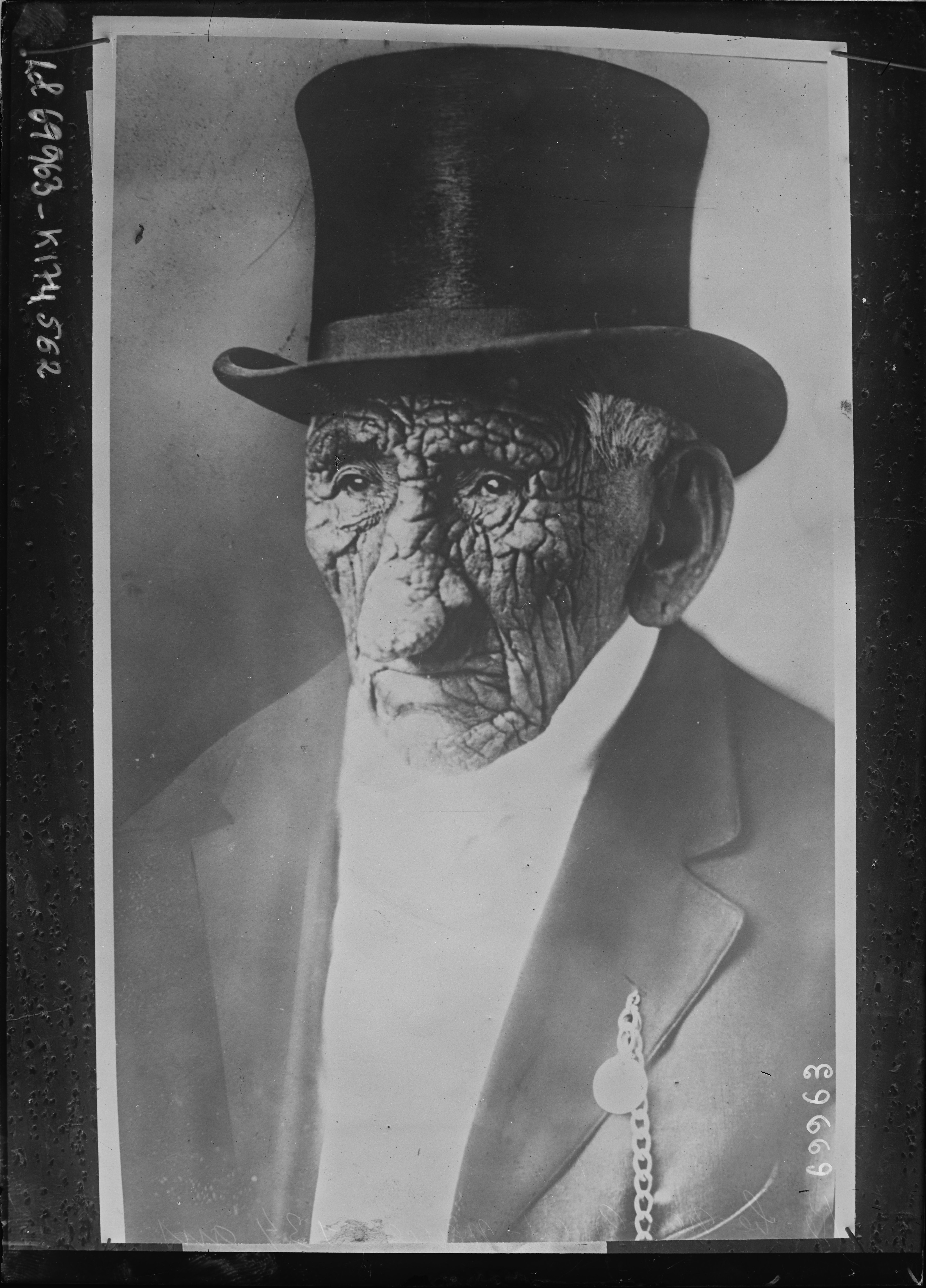
Chefe John Smith em 1921

Smith viveu toda a sua vida na área de Cass Lake, Minnesota, e tinha a reputação de ter 137 anos quando morreu de pneumonia. Ele era conhecido como "o velho índio" pelos brancos locais. Ele tinha oito esposas e nenhum filho, exceto um filho adotivo, chamado Tom Smith.
Fotógrafos locais, incluindo C. N. Christensen de Cass Lake, usaram-no como modelo para inúmeras imagens estilizadas da vida ojibwe, que foram amplamente distribuídas como fotos de gabinete e cartões postais. Smith carregava cartes de visite de si mesmo, vendendo-os aos visitantes. Ele era conhecido por viajar de graça nos trens que atravessavam a Reserva, vendendo sua foto aos passageiros e tornando-se uma espécie de atração por si mesmo.
Smith se converteu ao catolicismo por volta de 1914 e está enterrado na seção católica do cemitério de Pine Grove, no lago Cass.
A idade exata de John Smith no momento de sua morte tem sido objeto de controvérsia. O Comissário Federal de Inscrição Indiana, Ransom J. Powell, argumentou que "foi a doença e não a idade que o fez parecer como era"  e observou que, de acordo com registros, ele tinha apenas 88 anos. Paul Buffalo, que conheceu Smith quando era um menino, disse ter ouvido repetidamente o velho afirmar que ele tinha "sete ou oito", "oito ou nove" e "dez anos" quando as "estrelas caíram" na chuva de meteoros Leonid de 13 de novembro de 1833, sobre a qual o historiador local Carl Zapffe escreve: "As datas de nascimento dos índios do século XIX foram geralmente determinadas pelo governo em relação à chuva impressionante de meteoritos que queimou os céus americanos pouco antes do amanhecer de 13 de novembro de 1833, assustando tanto os povos civilizados quanto os não civilizados. Obviamente, foi o fim do mundo...". Isso coloca a idade mais velha de John Smith em pouco menos de 100 anos no momento de sua morte.